# ゲラ・ザアリシビリ
ゲラ・ザアリシビリ（Gela Zaalishvili 1999年8月19日- ）は、ジョージア出身の柔道家。階級は100 kg超級。

## 人物
2015年のヨーロッパカデ個人戦90 kg超級では3位だったが、団体戦で優勝した。ヨーロッパユースオリンピックフェスティバルでは3位だった。世界カデの個人戦では7位だったが、団体戦で3位となった。2016年のヨーロッパカデ団体戦で2連覇した。2017年のヨーロッパジュニアでは個人戦で3位、団体戦では2位だった。U23ヨーロッパ選手権では3位となった。2018年にはヨーロッパジュニアで優勝すると、世界ジュニアでも2回戦で斉藤立を小外刈で破るなどして決勝まで進むと、オーストリアのシュテファン・ヘギを合技で破ってオール一本勝ちで優勝を飾った。世界ジュニア団体戦では準決勝の日本戦で斉藤に再び小外刈で勝利するも、チームは敗れた。3位決定戦のロシア戦でも技ありで勝利するが、チームは敗れて5位にとどまった。2019年のグランドスラム・バクーでIJFワールド柔道ツアー初優勝を飾った。グランプリ・ブダペストでは準決勝で影浦心に大外刈で敗れて3位だった。グランプリ・ザグレブでは決勝で原沢久喜と対戦すると、GSに入ってから小内刈の技ありで一旦は敗れたかに思えたが、その判定を取り消された直後に両手で後帯を持った帯取返（IJFは引込返だとしている）で一本勝ちして優勝を飾った。しかし、2020年1月のIJFレフェリング・セミナーにおいて、この裁定はミスジャッジで正しくはワンサイドグリップまたは相手の肩越しに背中・後帯を掴むクロスグリップによりザアリシビリへの指導だとされた。この見解通りのジャッジが下されていれば指導3で原沢の反則勝ちであり、ザアリシビリは2位にとどまっていた。ヨーロッパジュニアでは2連覇を果たしたが、世界ジュニアでは2回戦で松村颯祐に豪快な裏投げで敗れて2連覇はならなかった。団体戦では準決勝のロシア戦で勝利するも、代表戦で90kg級のラシャ・ベカウリが技ありで敗れてチームは3位だった。2023年に地元で開催されたグランドスラム・トビリシでは、準決勝で世界チャンピオンであるキューバのアンディ・グランダを破るなどして優勝した。
IJF世界ランキングは2099ポイント獲得で14位(24/3/18現在)。

## 主な戦績
- 2015年 - ヨーロッパカデ　個人戦　3位(90 kg超級)　団体戦　優勝
- 2015年 - ヨーロッパユースオリンピックフェスティバル　3位
- 2015年 - 世界カデ　個人戦　7位(90 kg超級)　団体戦　3位
- 2016年 - ヨーロッパカデ　団体戦　優勝
- 2017年 - ヨーロッパジュニア　個人戦　3位　団体戦　2位
- 2017年 - U23ヨーロッパ選手権　3位
- 2018年 - ヨーロッパジュニア　優勝
- 2018年 - 世界ジュニア　優勝
- 2018年 -　世界ジュニア団体　5位
- 2019年 - グランドスラム・バクー　優勝
- 2019年 - グランプリ・ブダペスト　3位
- 2019年 - グランプリ・ザグレブ 優勝
- 2019年 - ヨーロッパジュニア 優勝
- 2019年 - 世界ジュニア団体戦　3位
- 2020年 -　グランドスラム・ブダペスト　3位
- 2020年 - U23ヨーロッパ選手権　2位
- 2021年 -　グランドスラム・テルアビブ　優勝
- 2021年 -　グランドスラム・トビリシ　優勝
- 2021年 -　世界選手権　5位
- 2021年 - U23ヨーロッパ選手権　個人戦　3位　団体戦　優勝
- 2022年 -　グランドスラム・トビリシ 優勝
- 2022年 -　グランプリ・ザグレブ 5位
- 2023年 -　グランドスラム・タシケント　3位
- 2023年 -　グランドスラム・トビリシ　優勝
- 2023年 -　世界団体　3位
- 2023年 -　ワールドマスターズ　3位

(出典、JudoInside.com)